# Льюис, Дженни
Дженнифер Диана Льюис (англ. Jenny Lewis; родилась 8 января 1976 года в Лас-Вегасе, Невада), более известная как Дженни Льюис — американская певица и актриса еврейского происхождения. Льюис — ведущая вокалистка группы Rilo Kiley, играющей альтернативный рок, также выпустила сольный альбом. В детстве много снималась в кино. Исполнила песню «Barking At The Moon» в мультфильме «Вольт», а также озвучила там эпизодическую роль ассистента режиссёра.

## Дискография

### Rilo Kiley
- 1999 — The Initial Friend
- 2001 — Take-Offs and Landings
- 2002 — The Execution of All Things
- 2004 — More Adventurous
- 2007 — Under the Blacklight
- 2013 — Rkives

### Jenny & Johnny
- 2010 — I'm Having Fun Now

### Nice as Fuck
- 2016 — Nice as Fuck

### Соло
- 2006 — Rabbit Fur Coat (совместно с The Watson Twins)
- 2008 — Acid Tongue
- 2014 — The Voyager
- 2019 — On the Line

## Фильмография
- 1986 — Жизнь с Люси / Life with Lucy (телесериал)
- 1986 — Convicted (ТВ)
- 1987 — Trading Hearts
- 1987 — Uncle Tom’s Cabin (ТВ)
- 1988 — Friendship in Vienna, A (ТВ)
- 1988 — Baby M (ТВ)
- 1988 — My Father (ТВ)
- 1988 — Who Gets the Friends? (ТВ)
- 1989 — Кудесник / The Wizard
- 1989 — Shannon’s Deal (ТВ)
- 1989 — Амазонки из Беверли Хиллз / Troop Beverly Hills
- 1990 — Perry Mason: The Case of the Defiant Daughter (ТВ)
- 1991 — Папочка Даниэлы Стил / Daddy (ТВ)
- 1991 — Runaway Father (ТВ)
- 1991 — Бруклинский мост / Brooklyn Bridge (телесериал)
- 1991 — Line of Fire: The Morris Dees Story (ТВ)
- 1992 — Большие девочки не плачут… они дают сдачи / Big Girls Don’t Cry… They Get Even
- 1994 — Runaway Daughters (ТВ)
- 1996 — Поговори со мной / Talk to Me (ТВ)
- 1996 — Ложный огонь / Foxfire
- 1996 — Сладкое искушение / Sweet Temptation (ТВ)
- 1997 — Little Boy Blue
- 1998 — Плезантвиль / Pleasantville
- 2001 — Кафе «Донс Плам» / Don’s Plum
- 2008 — Вольт / Bolt
- 2010 — Американский папаша! / American Dad!
- 2011 — Сплетница / Gossip Girl — в роли самой себя
- 2015 — Очень мюрреевское Рождество